# Кроссинг-симметрия
Кроссинг-симметрия — тип симметрии в квантовой теории поля, связывающий амплитуду рождения элементарной частицы с амплитудой поглощения соответствующей ей античастицы. Является следствием CPT-инвариантности и свойством аналитичности амплитуд процессов как функции всех скалярных произведений четырёхмерных импульсов участвующих частиц. Амплитуда процесса рассеяния двух элементарных частиц с образованием двух новых частиц является аналитической функцией переменных Мандельштама s, u, t. При замене частиц на античастицы и переносе в другую часть уравнения 
эти переменные переходят друг в друга.
Если известна амплитуда реакции c участием четырех элементарных частиц {\displaystyle A,B,C,D} c четырёхмерными импульсами {\displaystyle P_{A},P_{B},P_{C},P_{D}}:
{\displaystyle A+B\rightarrow C+D},
то кроссинг-симметрия позволяет путём аналитического продолжения амплитуды реакции по импульсам частиц автоматически вычислить амплитуды реакций 
{\displaystyle A+{\bar {C}}\rightarrow {\bar {B}}+D},
путём замены {\displaystyle P_{A}^{'}=P_{A},P_{B}^{'}=-P_{C},P_{C}^{'}=-P_{B},P_{D}^{'}=P_{D},}
{\displaystyle A+{\bar {D}}\rightarrow C+{\bar {B}}},
путём замены {\displaystyle P_{A}^{'}=P_{A},P_{B}^{'}=-P_{D},P_{C}^{'}=P_{C},P_{D}^{'}=-P_{B},}
причём все эти процессы рассматриваются как различные каналы протекания одной и той же реакции.